# Pyzdry
Pyzdry (prononciation : [ˈpɨzdrɨ], en allemand : Peisern) est une ville polonaise du powiat de Września de la voïvodie de Grande-Pologne dans le centre-ouest de la Pologne.
Elle est située à environ 20 kilomètres au sud de Września, siège du powiat, et à 59 kilomètres au sud-est de Poznań, capitale de la voïvodie de Grande-Pologne.
Elle est le siège administratif (chef-lieu) de la gmina de Pyzdry.
La ville couvre une surface de 12,16 km2 et comptait 3 203 habitants en 2009.

## Géographie

Plan de la ville.

La ville de Pyzdry est située en plein centre de la voïvodie de Grande-Pologne. La Warta, affluent de l'Oder, s'écoule par la ville. Celle-ci est située à proximité du confluent de la Warta avec la Prosna, longue de 217 km. Le paysage est à dominante rurale, découpé par les méandres de la Warta. Il est mis en valeur à proximité de la ville par le parc naturel de la Warta. Pyzdry s'étend sur 12,16 km2.

## Histoire
Pyzdry a obtenu ses droits de ville avant 1257.

De 1975 à 1998, Pyzdry appartenait administrativement à la voïvodie de Konin. Depuis 1999, la ville fait partie du territoire de la voïvodie de Grande-Pologne.

## Monuments
- l'église paroissiale catholique Nativité de la Bienheureuse Vierge Marie, construite au XIVe siècle puis remaniée au XVe siècle puis entre 1865 et 1870 ;
- le monastère franciscain et son église saint Jean Baptiste, construite au XIVe siècle ;
- les restes du château, construit au XIVe siècle.

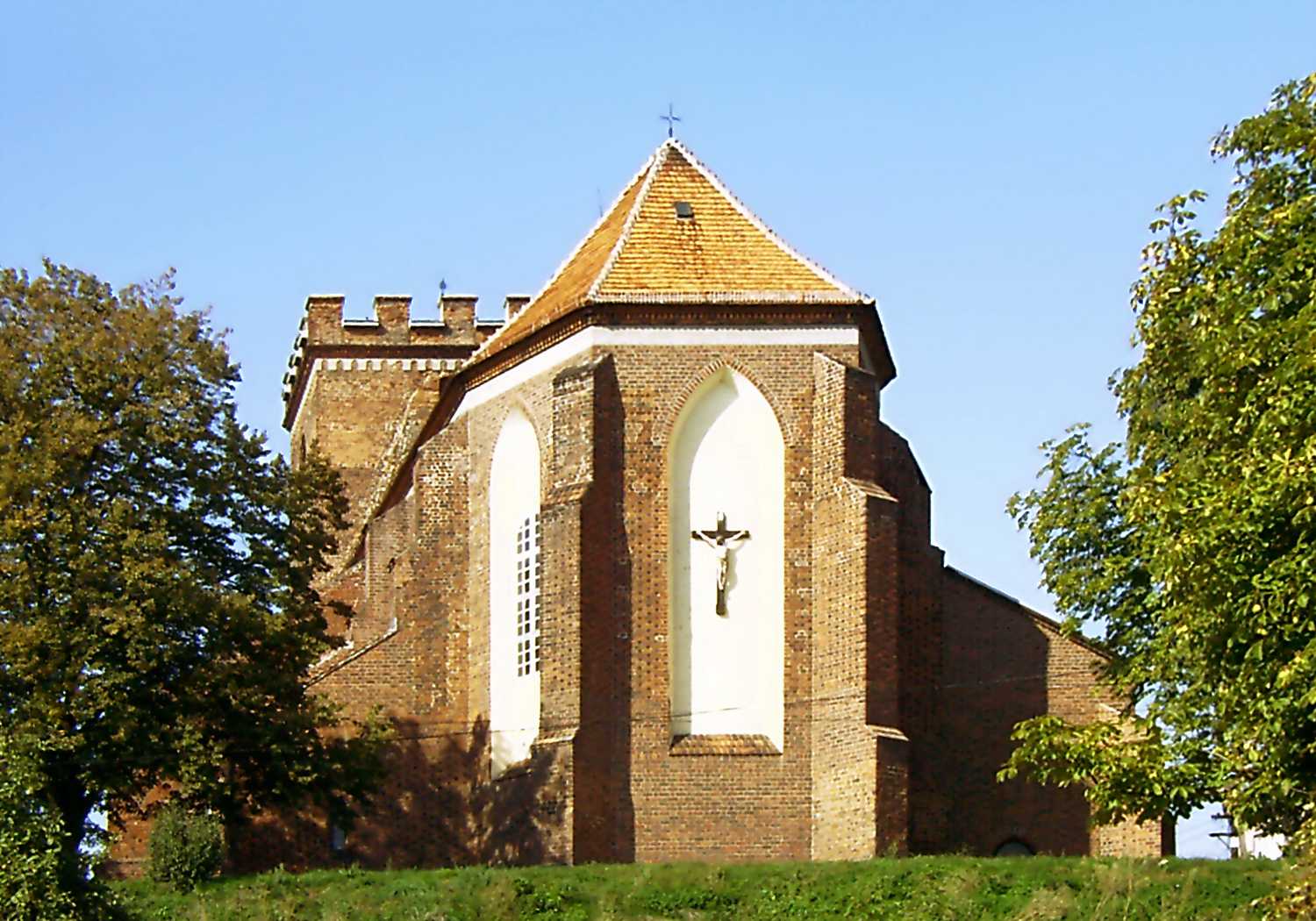
L'église de la Nativité de Marie (vue extérieure).
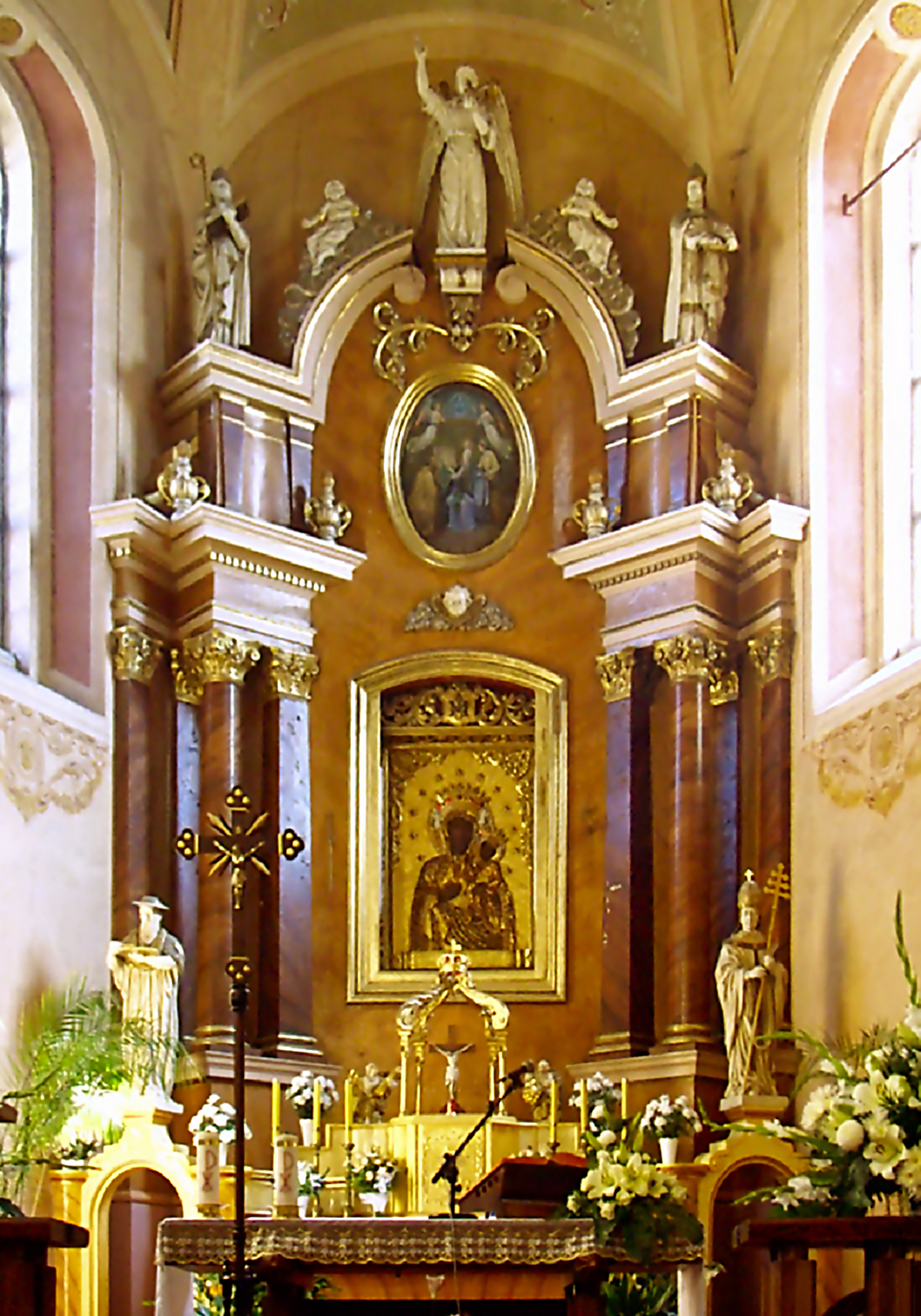
L'église de la Nativité de Marie (vue intérieure).
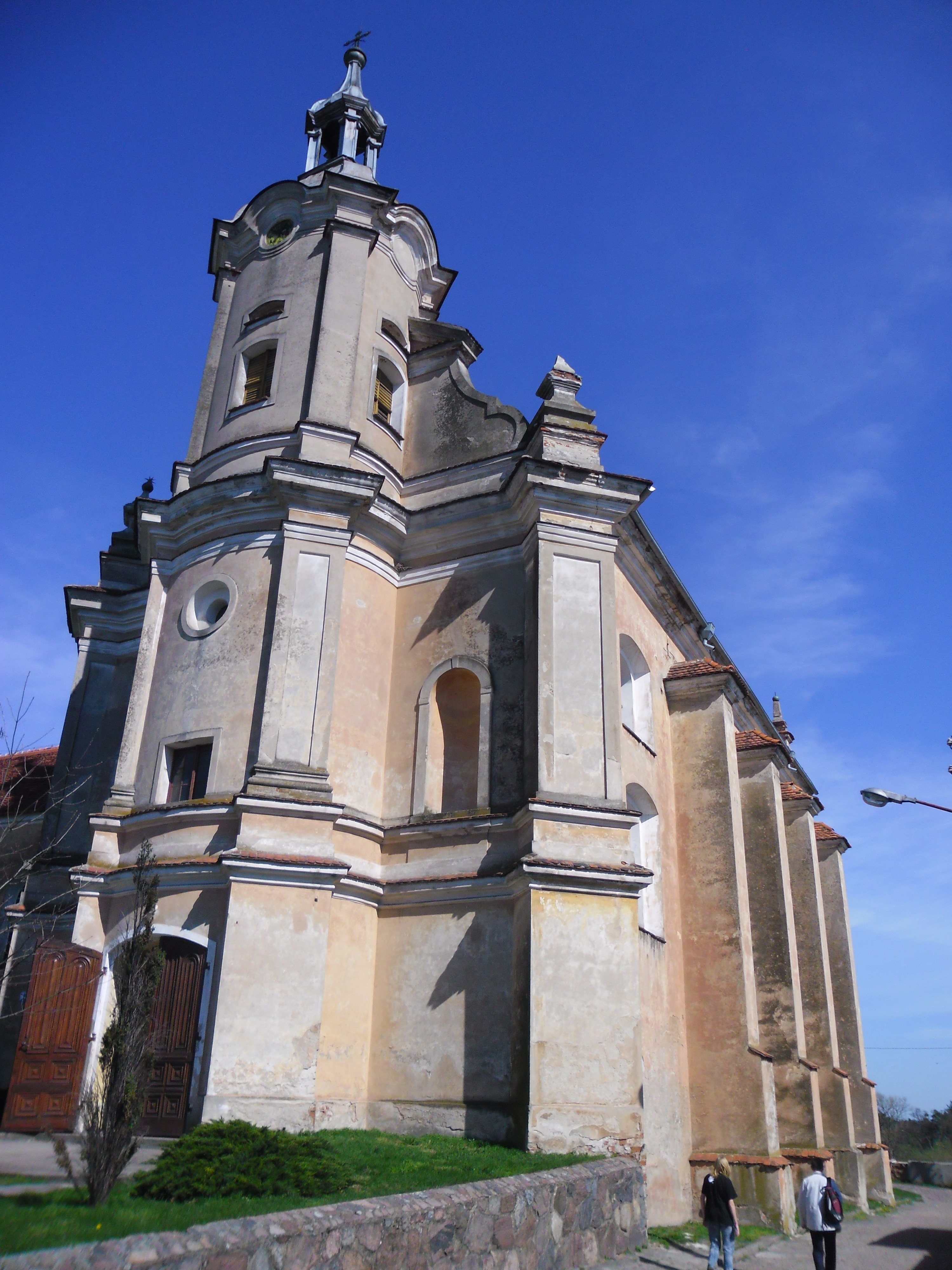
L'église franciscaine.
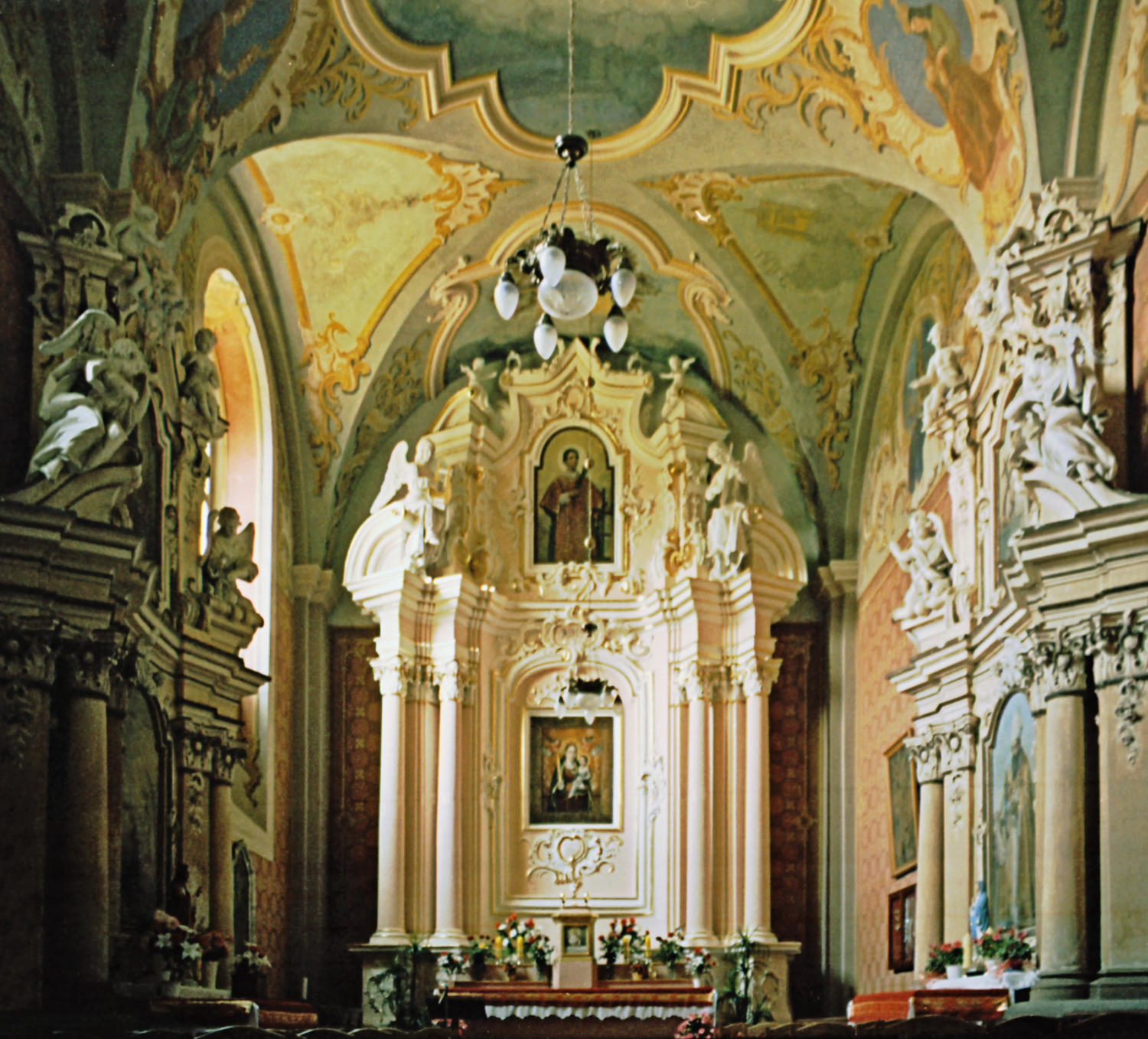
L'église franciscaine (vue intérieure).
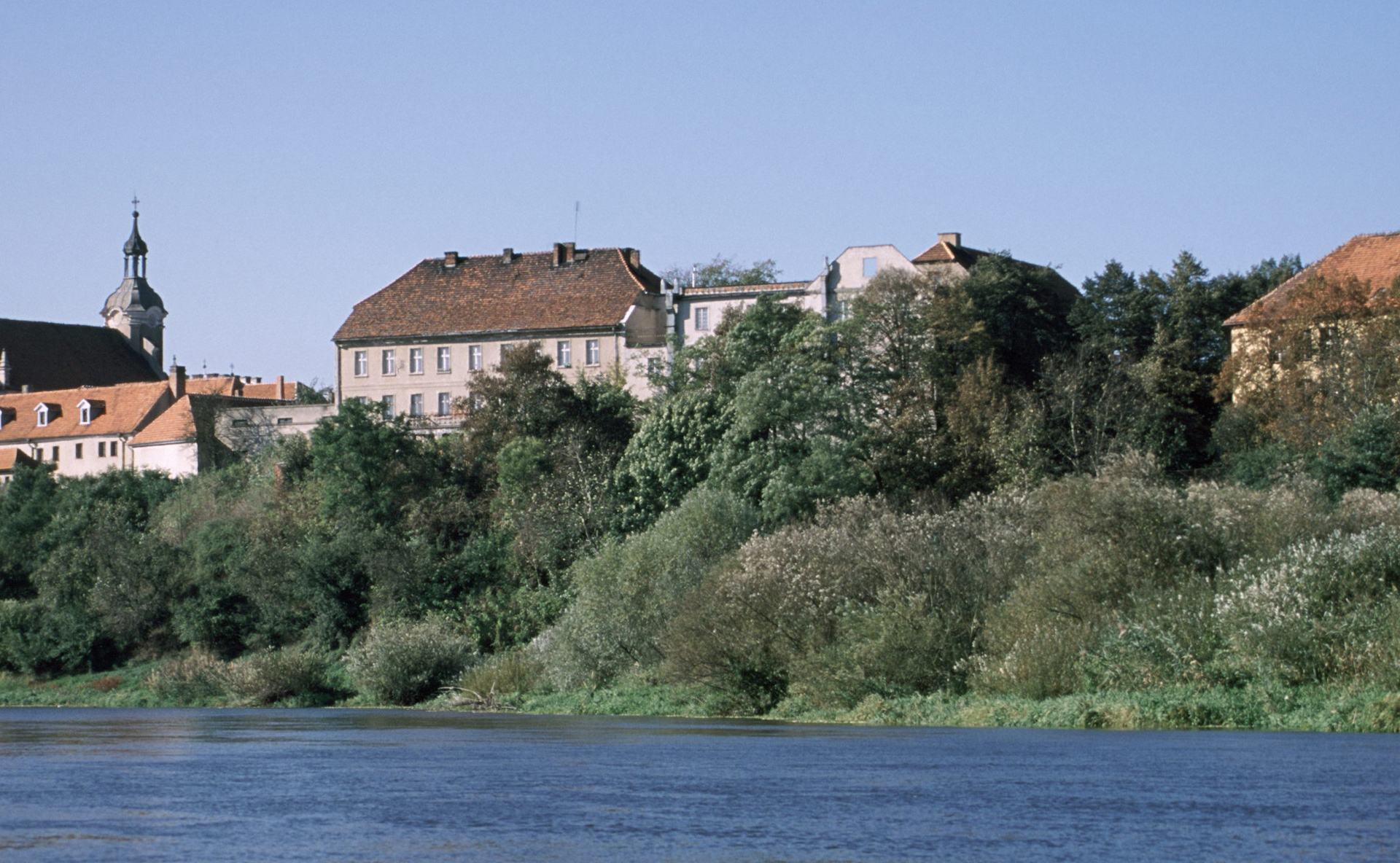
Le château vu depuis la Warta.

## Voies de communication
Pyzdry est traversée par les routes voïvodales 442 (qui relie Września à Kalisz) et 466 (qui relie Słupca à Pyzdry).